# Munronia breviflora
Munronia breviflora är en tvåhjärtbladig växtart som först beskrevs av Henry Nicholas Ridley, och fick sitt nu gällande namn av Mabb. & Muellner. Munronia breviflora ingår i släktet Munronia och familjen Meliaceae. Inga underarter finns listade i Catalogue of Life.